# Gran Premio Industria e Commercio di Prato 2004
Il Gran Premio Industria e Commercio di Prato 2004, cinquantanovesima edizione della corsa, si svolse il 19 settembre 2004 su un percorso di 177,4 km, con partenza e arrivo a Prato. Fu vinto dal belga Nick Nuyens della Quick Step davanti agli italiani Francesco Bellotti e Mirko Celestino.

## Ordine d'arrivo (Top 10)
| Pos. | Corridore          | Squadra                            | Tempo    |
| ---- | ------------------ | ---------------------------------- | -------- |
| 1    | Nick Nuyens        | Quick Step                         | 4h11'49" |
| 2    | Francesco Bellotti | Team Barloworld-Androni Giocattoli | s.t.     |
| 3    | Mirko Celestino    | Saeco                              | s.t.     |
| 4    | Daniele Nardello   | T-Mobile                           | s.t.     |
| 5    | Bo Hamburger       | Acqua & Sapone                     | s.t.     |
| 6    | Sergio Barbero     | Lampre                             | s.t.     |
| 7    | Filippo Simeoni    | Domina Vacanze                     | s.t.     |
| 8    | Igor Pugaci        | De Nardi                           | s.t.     |
| 9    | Gianni Faresin     | Gerolsteiner                       | s.t.     |
| 10   | Matteo Cappè       | Formaggi Pinzolo Fiavé             | s.t.     |